# Queensland Open 1989
Il Queensland Open 1989 è stato un torneo di tennis. È stata la 93ª edizione del torneo di Brisbane, che fa parte del Nabisco Grand Prix 1989 e della categoria Tier V nell'ambito del WTA Tour 1989. Il torneo si è giocato a Brisbane in Australia, quello maschile si è giocato dal 2 all'8 ottobre, quello femminile dal 2 all'8 gennaio su campi in cemento.

## Campioni

### Singolare maschile
Nicklas Kroon ha battuto in finale  Mark Woodforde con il punteggio di 4–6 6–2 6–4

### Doppio maschile
Darren Cahill /  Mark Kratzmann hanno battuto in finale  Broderick Dyke /  Simon Youl con il punteggio di 6–4, 5–7, 6–0

### Singolare femminile
Helena Suková ha battuto in finale  Brenda Schultz con il punteggio di 7–6, 7–6

### Doppio femminile
Jana Novotná /  Helena Suková hanno battuto in finale  Patty Fendick /  Jill Hetherington con il punteggio di 6–7, 6–1, 6–2